# Ronde van Sardinië 2011
De Ronde van Sardinië 2011 werd verreden van 22 tot en met 26 februari in Sardinië, Italië. De eindoverwinning ging naar de Slowaak Peter Sagan.

## Etappe-overzicht
| etappe | datum       | start         | aankomst    | afstand  | winnaar          | ploeg               |
| ------ | ----------- | ------------- | ----------- | -------- | ---------------- | ------------------- |
| 1e     | 22 februari | Olbia         | Porto Cervo | 138 km   | Peter Sagan      | Liquigas-Cannondale |
| 2e     | 23 februari | Porto Rotondo | Nuoro       | 197,5 km | Damiano Cunego   | Lampre-ISD          |
| 3e     | 24 februari | Orani         | Lanusei     | 173 km   | Peter Sagan      | Liquigas-Cannondale |
| 4e     | 25 februari | Lanusei       | Oristano    | 174,2 km | Peter Sagan      | Liquigas-Cannondale |
| 5e     | 26 februari | Oristano      | Gesturi     | 174 km   | Michele Scarponi | Lampre-ISD          |

## Algemeen klassement
| Plaats  | Naam                | Ploeg               | Tijd      |
| ------- | ------------------- | ------------------- | --------- |
| Winnaar | Peter Sagan         | Liquigas-Cannondale | 22u28'24" |
| 2       | José Serpa          | Androni Giocattoli  | + 3"      |
| 3       | Damiano Cunego      | Lampre-ISD          | + 7"      |
| 4       | Michele Scarponi    | Lampre-ISD          | + 18"     |
| 5       | Emanuele Sella      | Androni Giocattoli  | + 32"     |
| 6       | Ben Hermans         | Team RadioShack     | + 43"     |
| 7       | Robert Kiserlovski  | Pro Team Astana     | + 47"     |
| 8       | Pavel Broett        | Team Katjoesja      | + 57"     |
| 9       | Eros Capecchi       | Liquigas-Cannondale | + 1'02"   |
| 10      | Vladimir Miholjević | Acqua & Sapone      | + 1'26"   |